# 夜と霧 (法律)

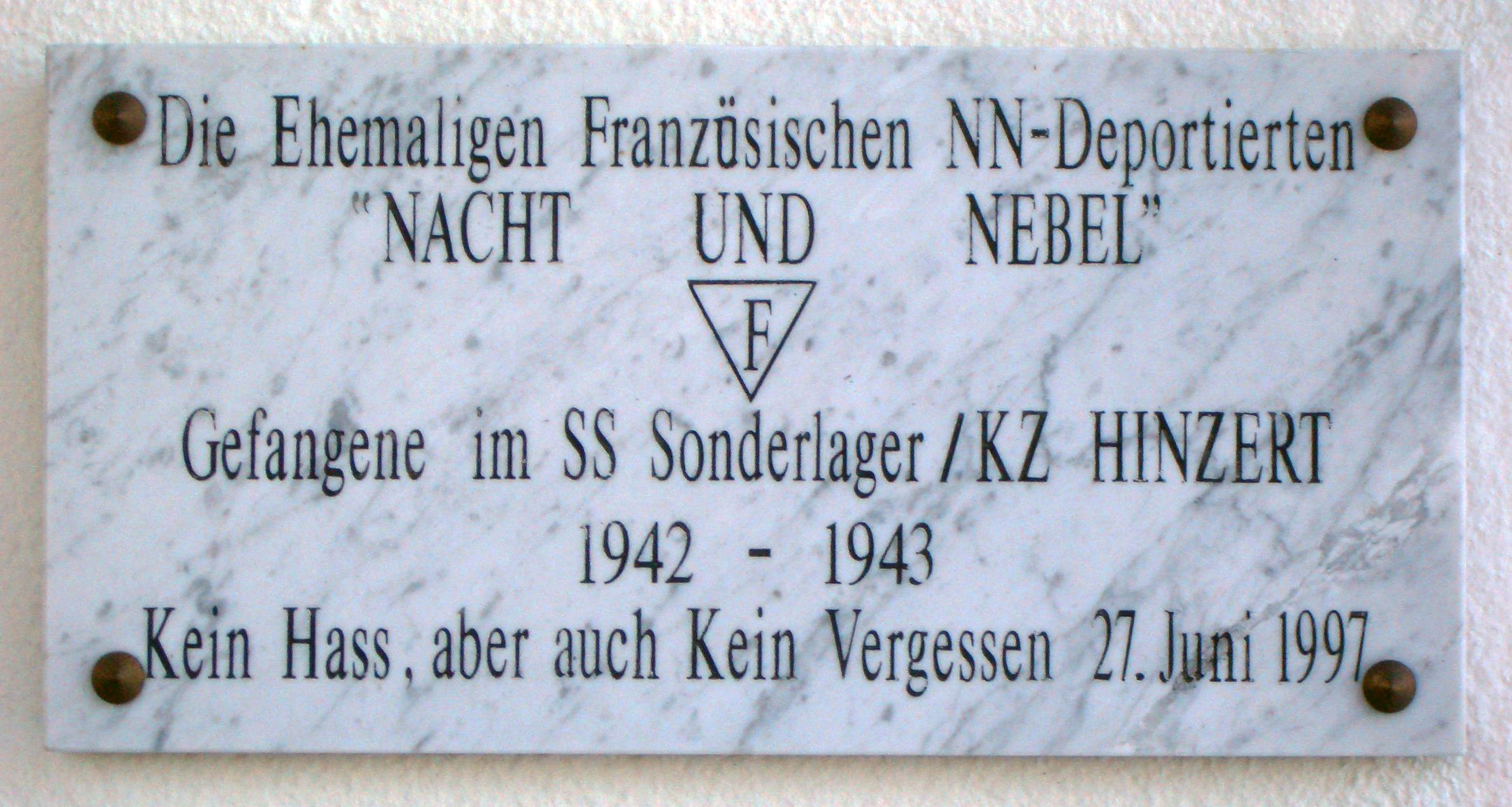
ヒンツァート強制収容所跡に掲げられたフランスの「夜と霧」の犠牲者を悼む銘版。

夜と霧（よるときり、独: Nacht und Nebel, NN）は、1941年12月7日、アドルフ・ヒトラーにより発せられた命令（独: Erlass）である。命令名は「ライヒおよび占領地における軍に対する犯罪の訴追のための規則」。いわゆる総統命令の一つ。
「夜と霧」というフレーズは、ヒトラーが愛聴にしていたリヒャルト・ワーグナーの作品『ラインの黄金』の第3場「ニーベルハイム」から直接引用したものである。ここでは、隠れ蓑（頭巾）「ターンヘルム」を被った登場人物のアルベリヒが、„Nacht und Nebel, niemand gleich!“（「夜と霧になれ、誰の目にも映らないように!」）という呪文（独: Zauber, 英: spell）を呟く。
この法が施行当初意図していたことは、ナチス・ドイツ占領地全域において全ての政治活動家やレジスタンス「擁護者」の中から「ドイツの治安を危険に晒す」（die deutsche Sicherheit gefährden）一部の人物を選別することであった。この2ヶ月後、国防軍最高司令部総長ヴィルヘルム・カイテルは、占領地において収監された後その8日後時点で生存している収監者も全て対象に含めることを画策し、同法の適用対象を拡大した。この命令は、「行方不明者」の友人や家族に対し、行方不明者の所在や彼らの死に関する一切の情報を与えないことで地元住民に対し服従を強要するという意図があった。収監者はドイツへ密かに連行され、まるで夜霧のごとく跡形も無く消え去った。1945年、押収されたSD（ナチス親衛隊情報部）の記録の中に、まれに"Nacht und Nebel"という呼称と"NN"なるイニシャルが記載されているのが見つかったが、遺体が埋められている場所などは一切記録が無かった。こんにちに至るまで、この命令が出された結果、多くの人々がどのように消えていったかは未だに分かっていない。
ニュルンベルク国際軍事法廷（"Trial of the Major War Criminals Before the International Military Tribunal, IMT"）は「夜と霧」計画の一部として遂行された失踪懸案がハーグ陸戦条約並びに慣習国際法双方に違反する戦争犯罪であるとの判決を下した。

## 背景
ホロコーストが頻発する前ですら、ナチスはドイツ、ヨーロッパの占領地双方で政治犯を検挙していた。最初期の政治犯は大きく2種類に分けられる。1つは個人的な信念を持つ政治犯やナチが彼らの思想に「再教育」する必要があると考える政治犯であり、もう1つは西ヨーロッパの占領地におけるレジスタンス運動指導者である。「夜と霧」が法令として発布に至るまでは、他国が行うのとほぼ同様の方法で、ドイツ軍は西ヨーロッパの政治犯、囚人（収監者、収容者）を取り扱った。すなわち、ジュネーヴ条約など条約や国際的な手続きに則って処理していた。しかしヒトラーとその高官は、彼らが不必要であると考えるこのような規則に従う必要などないとする重大な決定を下した。
1941年12月7日、親衛隊全国指導者ハインリヒ・ヒムラーはゲシュタポに対し次の訓示を述べた。
| 「 | 長きにわたる熟考の結果として出された、ライヒまたは占領地の占領軍に対し抵抗する犯罪者を取り締まる策を変えるべきというのはフューラーの意志である。このような場合、刑法上の懲役刑や終身懲役刑でさえも弱さの象徴と見なすであろう、という意見をフューラーは述べている。効果的かつ継続的抑止力は、死刑もしくは犯罪者の最期を家族や地域住民には知らせず曖昧な状態にしておく手段を講じることでのみ達成され得る。ドイツへの移送はこの目的に適っている。 | 」 |

同年12月12日、カイテルはヒトラーの指示の意図を汲んだ次の指令を発布した。
| 「 | 効率的かつ永続的な威迫は、極刑、または、犯罪者の親族に犯罪者の最期を知られないようにする手法のどちらかによってのみ達成され得る。 | 」 |

更に、1942年2月、彼はこの規則について書簡で次のように詳しく解説している。
| 「 | 8日以内に処刑されない如何なる収容者も、ドイツに密かに移送されるべきであり、更にここで犯罪者の処遇が執り行われるだろう。すなわち、これら収容者を取り扱う手段は抑止効果を持つものとなるだろう。なぜなら、A. これら収容者は跡形も無く消え去るだろう。B. 彼らの行方やその命運に関する情報はおそらく誰にも与えられないだろう。 | 」 |

「夜と霧」により収監された者は、おおむねフランス、ベルギー、オランダ、ノルウェー出身の人物だった。彼らは大抵夜中に捕縛され、尋問のために数百マイル離れた監獄に速やかに連れて行かれ、仮に彼らが生存していた場合は、最終的にはナッツヴァイラーかグロース＝ローゼンのような強制収容所に連行された。1944年4月30日までに少なくとも6,639名が「夜と霧」の命令により捕縛された。彼らのうち340名は処刑された。1955年の映画「夜と霧」では強制収容所が強制労働と死の収容所のシステムに変化しつつあったというその一つの側面を例示するために、この法の名前が用いられている。

## 趣旨
「夜と霧」が制定された理由は様々ある。
- 実際の留置の原因や死因、事件が本当に発生したか否かすらも不明であるため、他国政府や人道主義団体がドイツ政府に対し個別に抗議することが非常に難しくなった。この法はナチスの説明責任を放棄させた。
- 国際条約、規約、協定などを一律、暗黙のうちに拒否することを可能にさせた。例えば、ある人物、団体、国家などが犠牲者を発見する、または彼・彼女の最期を見届けることができなければ、これら人物、団体、国家などはドイツに対し戦時下の人道的処遇措置に関する制限や条項を適用できない。
- 加えて、ドイツ大衆やそれだけではなくドイツ軍人も承知、無視の両方、もしくはそのどちらか一方を決め込み沈黙する中、彼らのこの法に対する良心の呵責やこの法への反対意識は小さくなっていった。

## 収監者の処遇
「夜と霧」により収監された囚人たちは髪の毛を剃られ、女性の場合は薄い綿の囚人服、木製のサンダル、三角形の黒頭巾が与えられた。収容者たちはしばしば、ある監獄から、あからさまに手当たり次第別の監獄へ移動させられた。例えば、パリのフレンヌ刑務所、ドレスデン近郊のヴァルトハイム、ライプツィヒ、ポツダム、リューベック、シュテッティンなどである。これら追放の対象者は時折、一度に80名程を一群にして集められ、食料や水も満足になく、ゆっくり動く汚らしい家畜運搬用の貨車に唯一立ちんぼの状態で詰め込まれ、次の行き先も分からないまま5日間も続く長旅を無理やりさせられた。
収容者たちの平均的一日は次の通りであった。まず午前5:00に起こされ、わずかな食事が与えられる20分間の休憩をただ除き、1日12時間の強制労働が課せられた。連合国がパリ並びにブリュッセルを解放した際、SSはこれに対する報復を決定し、一方このことは彼らは猶も可能であった。そして「夜と霧」の囚人たちは、SSにより、女囚に関してはラーフェンスブリュック、その他マウトハウゼン＝グーゼン、ブーヘンヴァルト、ハルトハイム、フロッセンビュルクといった強制収容所へと移動させられた。
収容所では、囚人たちは終日扱き使われる前にまず、毎朝5:00から数時間、凍えるような寒さと湿った状態のまま、立っていることを強制させられた。またその間気をつけの姿勢のまま立っていることを厳しく命じられた。収容者たちは赤痢その他の病気にかかり、多くは寒さと飢えの状況のまま放置された。彼らのうち著しく弱っている者はしばしば、殴殺、銃殺、断首、絞殺され、一方その他の者はドイツ人により拷問に掛けられた。1日12時間にもわたる強制労働に従事させた後、収容者が完全に疲れきった頃に、または彼らが病弱になり最早労働に従事できなくなった場合、虐殺のためレヴィアー（独: Revier）と呼ばれる営舎（バラック）かまたは別の場所に収容者は移送される。仮に収容所自身にガス室が無い場合、いわゆるムーゼルマン（独: Muselmann）やその他労働に適さないほど病気で弱った囚人はたびたび、殺害されるか、処刑のため他の強制収容所、絶滅収容所に移動させられた。

## 結果
戦争初期の頃ですら、政治犯、特にソ連人捕虜の処刑が結果としてこの法により促進し、処刑された囚人の数は1942年初め頃でアウシュヴィッツで死んだユダヤ人の数すらも上回っていた。輸送力が増大し、ヒトラーの軍隊がヨーロッパ中を動き回るにつれて、その割合は劇的に変化した。法令「夜と霧」は隠密に執り行われたが、この法はそれに従う他の命令の背景に位置づけられていた。戦争が継続するにつれ、この法や関連する法令は公然と実施されるようになった。ヒトラーが「ヨーロッパの新秩序」構築のために立案した秘密計画の存在を、当初はドイツの一般大衆がほんの僅かしか知らなかったということは、様々な文書から判断して、おそらく正しい推測である。しかし、ゲッベルスの見事な企てや宣伝省による国内の恐るべき情報統制にもかかわらず、年月が経つにつれて、過酷な状況や残忍な情報が徐々にドイツ大衆に漏れ始めていたことは、当時の個人の記録や雑誌等のメディアから、ほとんど疑いようがない。
兵士たちは情報を何とか持ち出し、家族たちは、それは滅多な機会はないが、愛する者の消息を掴んだり、または消息をこちらから尋ねた。そして、連合国の消息筋やBBCは散発的に対象者と連絡することに成功した。SDから奪い取った文書には"NN"（のちにこれはNacht und Nebelの略号と判明する）と捺印された夥しい数の命令書が含まれているが、この法令の執行の結果として、どれだけ多くの人々が消えていったのかを明確に決定付けたものではなかった。カイテルはのちにニュルンベルク裁判で、彼が執行した数ある違法な命令のうち、法令「夜と霧」が「全ての中で最悪である」と証言していた。この法令を執行したカイテルが果たした役割も考慮される一つの理由ではあるが、ニュルンベルク裁判で有罪が下された彼は1946年絞首刑に処された。

## 法令の条文
「夜と霧」は以下の条文の下、機密指定された上で発効した。

## 著名な収監者

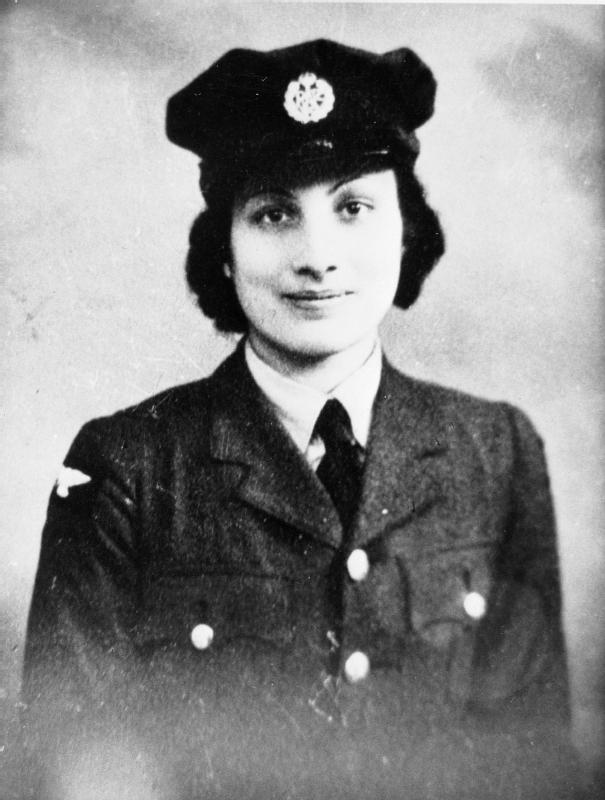
ヌーア・イナヤット・カーン

- トリグヴェ・ブラッテリ（英語版、ノルウェー語版） - ノルウェーのレジスタンス。戦後まで生き延びることが出来、のちに同国首相に就いている。
- ヘンリエッテ・ローセンブルフ（英語版） - オランダの政治犯。
- ヌーア・イナヤット・カーン（英語版）（ウルドゥー語: نور عنایت خان） - 特殊作戦執行部隊員（対外的にはWAAF隊員とされていた）。英名: ノーラ・ベイカー（Nora Baker）、コードネーム: マデレーン（Madeleine）。モスクワ出身のインド人女性でムスリム。1944年ダッハウにて処刑される。
- ヘンリエッテ・ビー・ローレンツェーン（英語版、ノルウェー語版） - ノルウェーのレジスタンス。
- アンドレ・ディオン（英語版、ドイツ語版、フランス語版） - 通称「デデ」（"Dédée"）。ベルギー・フランスのレジスタンス組織ならびにその間を繋ぐ連絡線である「彗星線（英語版）」を構築した人物。
- エルシー・マルシャル（英語版） - ベルギーのレジスタンス。
- ナディーヌ・デュモン（Nadine Dumon） - ベルギーのレジスタンス[10]。
- メアリー・リンデル（英語版） - ミルヴュ伯夫人（Comtesse de Milleville）。MI9（英語版）（軍情報部第9課）工作員。
- ヴァージニア・ダランベール＝レイク（英語版） - フランスで活動したアメリカ人のレジスタンス。
- モーリス・オーシェ（Maurice Orcher） -  ユダヤ人。ベルギーのレジスタンス。
- ハビエル・デ・ボルボン＝パルマ
  - カルリスタ王位請求者、のちのブルボン＝パルマ家家長。当時はベルギー軍将校であったが、ダンケルクの戦いの敗北後、マキに与していた。彼の家族はスペインへ帰国していたが、王朝復活を恐れたフランコは彼自身の帰国を許さなかった。その後1944年、ヴィシー・フランスにてゲシュタポにより逮捕、「夜と霧の政治犯」であるとの烙印を押され、収監された。ナッツヴァイラー以下収容所を次々に移動させられたが、1945年米軍により解放される。
- ピム・ブーラールト（Pim Boellaard） - オランダのレジスタンス。

その他は英語版ウィキペディアの"Category:Night and Fog program"を参照。